# Rathaus und ehemalige Kanzlei

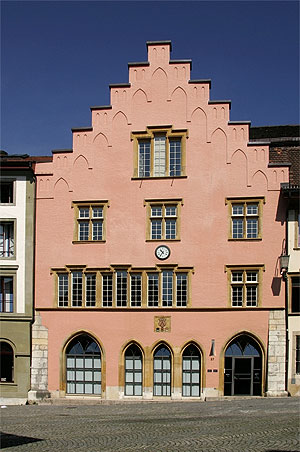
Rathaus (2005)

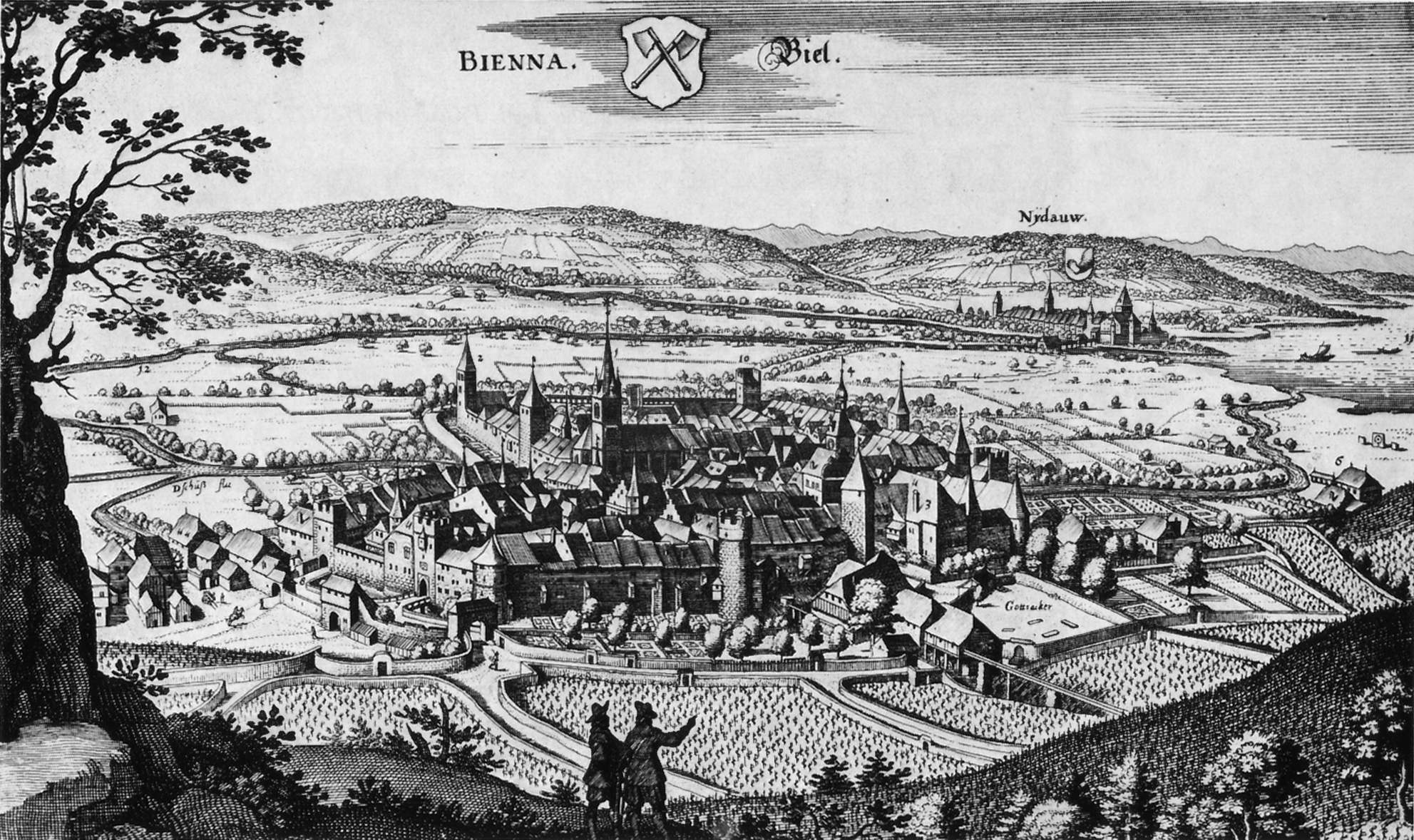
Biel nach Merian (1642), Nr. 3 bezeichnet das «Rathauß»

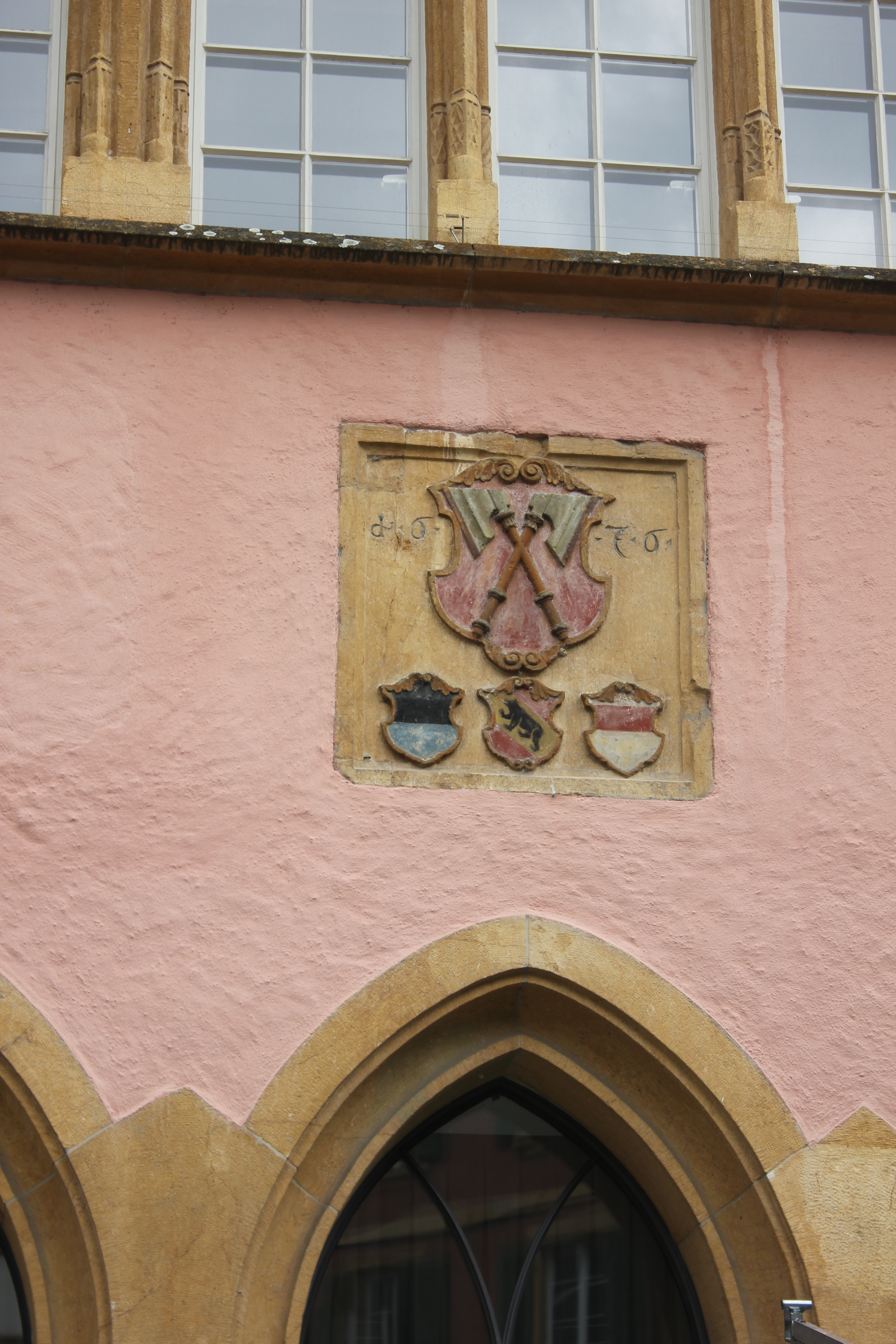
Rathaus Biel, Wappenrelief 1676

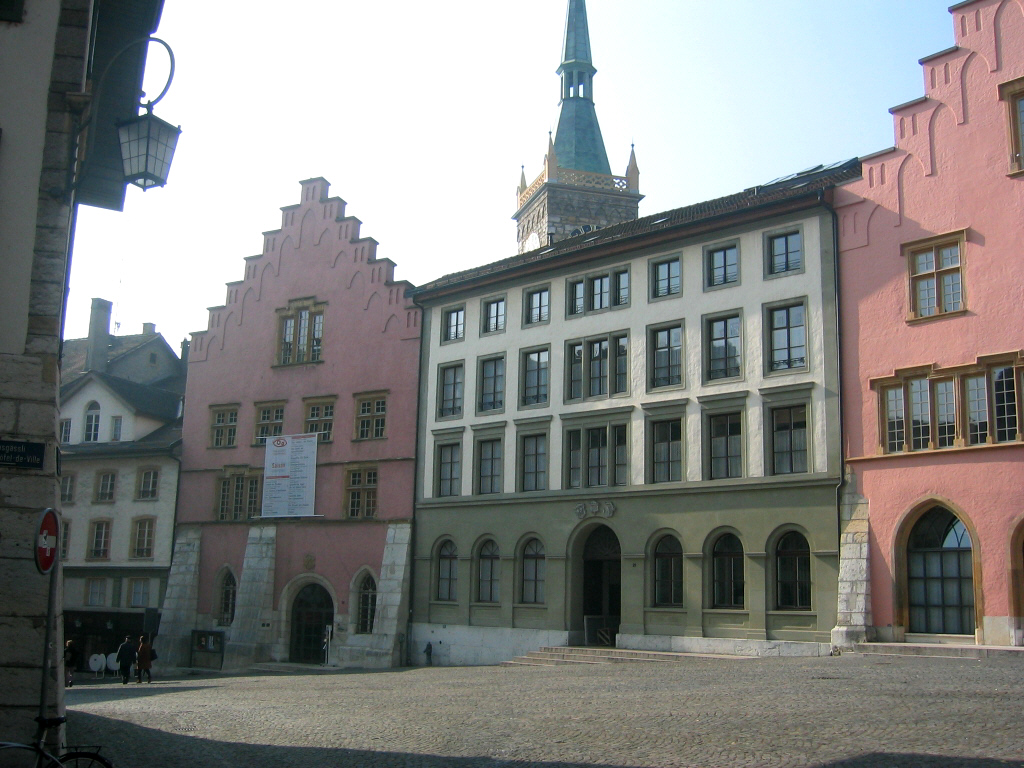
Stadttheater, Amthaus und Rathaus, Burggasse 19, 21 und 27

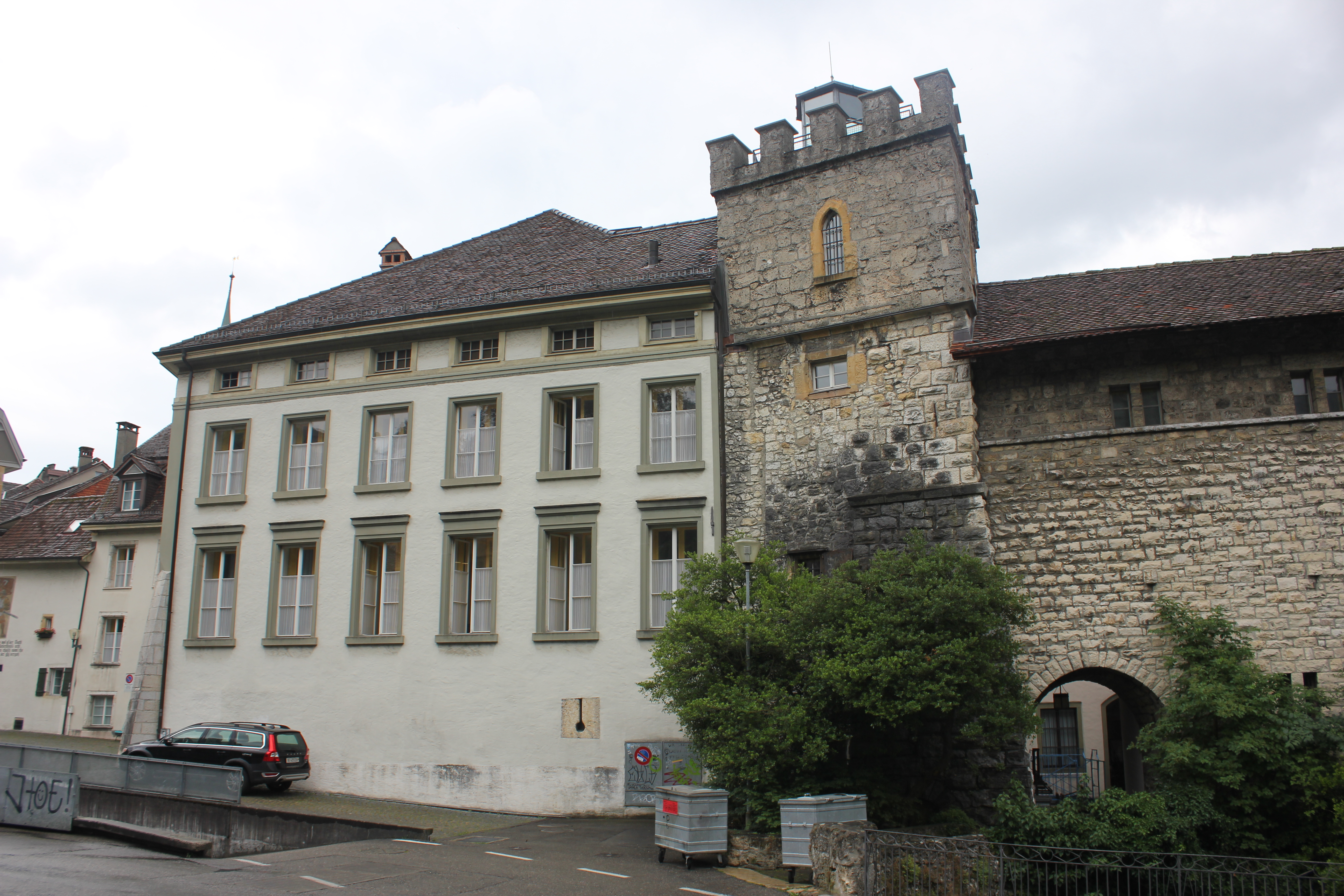
Rathaus, errichtet auf Mauerresten, sowie benachbarter Archivturm aus dem 16. Jahrhundert, Jakob-Rosius-Platz (2022)

Das Rathaus der Stadt Biel/Bienne an der Burggasse 27 wurde zwischen 1530 und 1534 im Bereich der ehemaligen fürstbischhöflichen Burg erbaut und seither mehrmals baulich verändert. Auf dem gleichen Grundstück befindet sich die 1717 bis 1719 entstandene ehemalige Kanzlei, Burggasse 29. Beide Gebäude stehen jeweils eigenständig als Kulturgut unter Denkmalschutz.

## Geschichte

### Historische Vorgänger- und Nachbarbauten
Die im Auftrag des Bischofs von Basel errichtete Burg war wohl nicht älter als die Stadt Biel selbst. Ausgrabungen in den 1980er Jahren ergaben keinen Hinweis auf römische oder keltische Vorläuferbauten. Auch eine Stammburg der Herren von Biel wird ausgeschlossen. Vermutlich residierten diese in einem steinernen Wohnturm innerhalb der Stadt. Als Bauplatz für die Burg wählte man eine kleinere Erhebung südwestlich der Altstadt. Die Altstadt selbst liegt auf dem natürlichen Haupthügel. Die Burg war von Gräben umschlossen, die sich wohl aus dem als «Brunnquelle», «Stadtbrunnen», «Große Quelle», «Brunnstube» oder nach einem Münzfund 1846 nur noch «Römerquelle» genannten Zufluss speisten. Es gab eine Zugbrücke über den Graben zur Stadt hin. Die stadtseitigen Mauern hatten lediglich Mächtigkeiten, die den Mauerstärken von Hofmauern vergleichbar waren. Die feldseitigen Mauerbefestigungen waren vier Meter dick und es gab einen Bergfried. Nach ihrer Errichtung diente diese Stadtburg dem Bischof als Stützpunkt, wohl mit kleiner Besetzung, sowie als Verwaltungszentrum für die südlichen Gebiete. Sie war der Amtssitz des Meiers und vermutlich auch dessen Wohnsitz.
Im Lauf der Zeit wurde die Stadt immer eigenständiger und sowohl der Bischof als auch die Stadt versuchten, ihre jeweilige Machtposition zu sichern. Im Jahr 1338 kam es erstmals zu handfesten Auseinandersetzungen, die zu der Zerstörung der Brücke zwischen der Burg und der Stadt sowie in einem Feuer auf der Burg führten. Beides war von der Stadt verursacht worden, ohne dass die genauen Gründe heute bekannt sind. Übergriffe und Schikanen führten in der Folge wiederholt zu Klagen der Stadt. Im Jahr 1367 wütete in Folge eines weiteren Konfliktes ein verheerender Brand. Der genaue Hergang kann aus dem Überlieferungen nur teilweise rekonstruiert werden. Als Anlass gilt aber unbestritten die Festsetzung von Berner Kaufleuten durch Burgknechte. Diese Aggression wurde durch das Eingreifen von Berner Truppen beantwortet. Angesichts der Übermacht zündete die Burgbesatzung vor ihrer Flucht die Burg an. Die Berner Truppen überfielen Dörfer in der Umgebung und zerstörten die Burgbefestigung in Biel. Wie genau sich das Feuer in der Stadt ausbreitete, ist nicht gesichert. Der Fürstbischof baute jedenfalls seinen Besitz nicht wieder als Burg auf. 1489 ging das Gelände als Schenkung an die Stadt Biel und wurde in deren Wiederaufbau einbezogen.
Steine der zerstörten Burg nutzte man 1402/03, um den «Rosiusturm» zu errichten. Auf dem ehemaligen Burgareal befand sich ab 1474 ein Kornhaus und vor 1591 ein Zeughaus, dass Mitte des 19. Jahrhunderts zum Stadttheater umgenutzt wurde (Burggasse 19). Der Bergfried der ehemaligen Burg hatte den Brand weitgehend unbeschadet überstanden und wurde später neugotisch aufgestockt. Die heute dort vorhandene «Grosse Uhr» stammt von dem 1843 abgetragenen alten Zeitglockenturm. Viele Gebäudeteile, die heute wie eine historische Burg erscheinen, sind jüngere bauliche Ergänzungen an vielfach umgestalteten Gebäuden.

### Neues Rathaus
Auf den Resten der 1367 zerstörten Burg und Stadtmauer erstreckte sich das 1534 fertiggestellte Rathaus durchgängig von der Burggasse 27 bis zum Rosiusplatz. Ursprünglich gab es im Erdgeschoss eine «Trüel». So bezeichnet man in der Gegend am Bielersee eine Traubenpresse/Kelter. Das Wappenrelief mit dem Bieler Stadtwappen auf der Fassade in Höhe des Erdgeschosses stammt aus dem Jahr 1676.
An der Stelle des alten Rathauses sowie zweier Wohnhäuser in der Obergasse wurde von Laurent Perroud das Gasthaus «Krone» errichtet.
Die Fassade des Rathauses an der Burggasse 27, deren Gestaltung ursprünglich von der Neuenburger Renaissance beeinflusst war, erhielt zwei Spitzbogen im Erdgeschoss, Staffel- und Kreuzstockfenster im 1. und 2. Obergeschoss sowie einen Treppengiebel. Die Staffelfenster im 3. Obergeschoss und drei Spitzbogen im Erdgeschoss stammen aus dem grossen Umbau zwischen 1858 und 1860, bei dem die Rathausfassade mit den Fassaden des ersten Bieler Amthauses (Burggasse 21) und des Stadttheaters (Burggasse 19) zusammengefasst wurde. Es entstand eine grosszügige, neugotische, symmetrische Platzkante. Die Fassaden am Jakob-Rosius-Platz stellten sich gleichzeitig spätklassizistisch dar. Der Stadtrat tagt seit 1860 im Gebäude.
Der Ratssaal und die umgebenden Räume wurde im Inneren zwischen 1983 und 1989 vom Bieler Architekten Henri Mollet noch einmal grundlegend umgestaltet. Der moderne, rückwärtige Verbindungsbau aus Glas zwischen den Gebäuden Burggasse 27 und 29 wurde 1985 errichtet. Die Malereien im Ratssaal mit dem Titel «Vier Jahreszeiten» stammen von Walter Kohler.
In der Zeit zwischen 1898 und 2009 (bis zur Fusion mit der Kantonspolizei Bern) befand sich die Hauptwache der Stadtpolizei im Gebäude. Danach wurden diese Räume noch einmal neu aufgeteilt und saniert. Seit dem 20. September 2011 nutzt die Hochschule der Künste Bern die Räume unter der Adresse Jakob-Rosius-Strasse 16 als Standort der HKB Oper und Rhythmik. Unter der Adresse Jakob-Rosius-Strasse 16a wurde das Gelände im Bereich der ehemaligen Befestigungen und Gräben weiträumig unterkellert.
Das Rathaus Burggasse 27 wurde durch die Regierungsratsbeschluss «RRB 4198» vom 22. November 1983 geschützt und 2003 rechtswirksam im Bauinventar des Kantons als «schützenswert» verzeichnet.

### Ehemalige Kanzlei

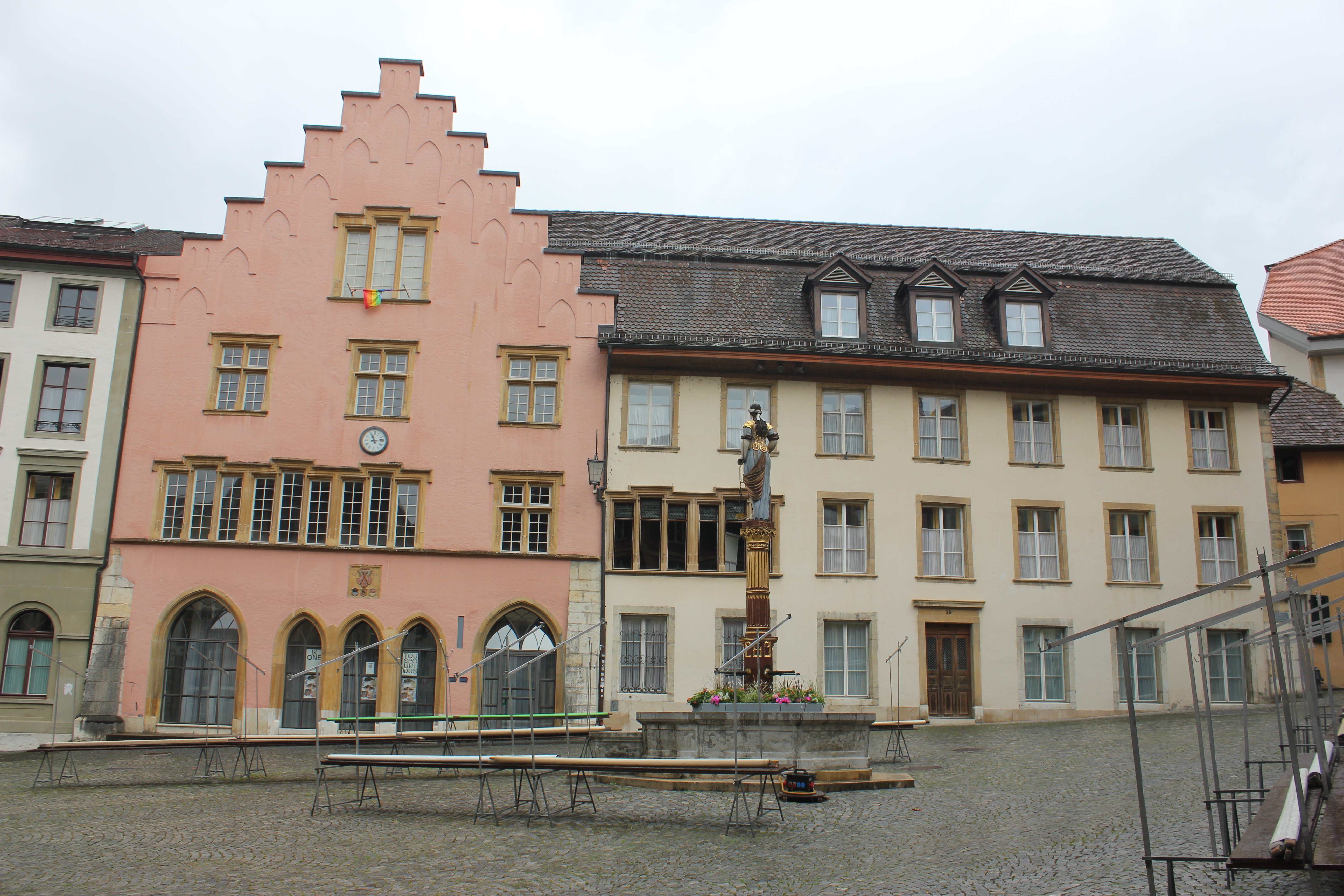
Rathaus und ehemalige Kanzlei, Burggasse 27 und 29 (2022)

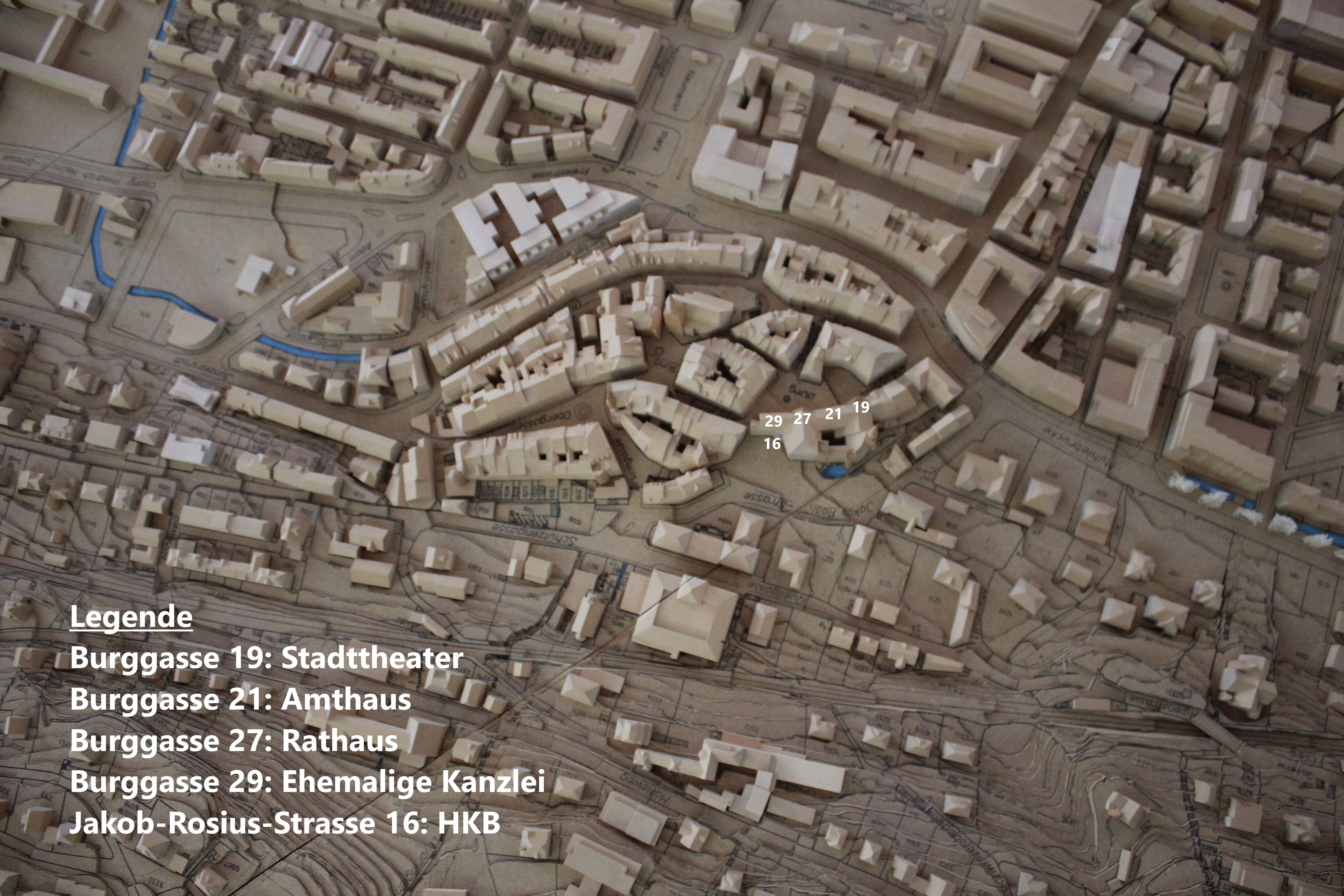
Ehemalige Burg mit Theater und Rathaus

Das Rathaus teilt sich ein gemeinsames Grundstück mit der Burggasse 29, der «ehemaligen Kanzlei». Der Barockbau mit Mansarddach dient der Verwaltung der Stadt Biel. Er wurde 1717 bis 1719 unter Einbezug eines älteren Gebäudes errichtet. In der hinteren Fassade vermutet man eine historische Verbindungsmauer zwischen der Stadt und der ehemaligen kurfürstlichen Burg aus der Zeit nach dem Brand 1367. In den Jahren 1901 bis 1902 wurde im 1. Obergeschoss ein kleiner Ratssaal eingerichtet. Nach außen zeigt er sich in dem Staffelfenster in der Fassade, dass ebenfalls seit 1901/02 besteht. Innen verfügt der Raum über vertäfelte Wände, eine aufwändig gestaltete Kassettendecke und einen Turmofen. Bis 1946 fanden in diesem Raum die Gemeinderatssitzungen statt. Die verputzte Platzfassade mit hohen Rechteckfenstern, im Erdgeschoss gefasst in weissem Kalkstein und in den Obergeschossen in gelbem Naturstein, besitzt eine qualitätvolle Haustür aus der Zeit um 1820.
Bei dem Haus Burggasse 29 handelt es sich um ein historisch und architektonisch bedeutendes Gebäude und ein «wichtiges Element innerhalb der Platzbebauung». Es wurde durch Regierungsratsbeschluss «RRB 2009» vom 5. Mai 1987 geschützt und 2003 rechtswirksam im Bauinventar des Kantons als «schützenswert» verzeichnet.